# 鄭明娟
鄭明娟，台灣財經節目主持人，現任非凡電視台節目部副總經理，於珠海出版社時期，擔任版權代理以及兩岸三地藝文圖書策展人，1990年參加新加坡世界書展參與策展，同年參與在世貿中心舉辦之第二屆台北國際書展的前期策展，1991年廣州華文書展參與全期策展，1992年進入中國廣播公司廣播、製播培訓。從1994年開始進入非凡電視台，擔任股市現場等財經、理財、股市、基金、人物、生活等類型節目主持人，迄今20餘年。非凡商業周刊於1997年創刊，擔任統籌總監，迄今20年，發行上千期刊物，1997年參加證券商同業公會研修營。

## 經歷
- 珠海出版社藝文圖書策展人.版權代理

- 中國廣播公司主持人

- 正聲廣播公司主持人

- 非凡商業台主持人

　　《股市現場》
　　《股市週報》
　　《海外基金獲利契機》
　　《股市報導》
　　《股海羅盤》
　　《理財萬花筒》
　　《我的投資哲學》
　　《股海揚帆》
　　《只要錢長大》
　　《亮點人物》
- 非凡電視台節目部副總經理

- 非凡商業周刊統籌主編

- 台灣電視公司法人董事代表